# Lijst van burgemeesters van Zolder
Dit is een chronologische lijst van burgemeesters van de Belgische voormalige gemeente Zolder tot die gemeente op 1 januari 1977 fuseerde en opging in de gemeente Heusden-Zolder.
| periode     | naam burgemeester                                    | opmerking                          |
| ----------- | ---------------------------------------------------- | ---------------------------------- |
| 1802 - 1808 | C. Vanminsel                                         |                                    |
| 1808 - 1816 | baron Antoine Lambert de Villenfagne (1753-1822)     | domheer, bewoonde het Domherenhuis |
| 1816 - 1818 | H. Corthouts                                         |                                    |
| 1818 - 1825 | P. Nijs                                              |                                    |
| 1825 - 1848 | M. Seyboye                                           |                                    |
| 1848 - 1867 | Alfons Willems                                       |                                    |
| 1867 - 1871 | Willem Poelmans                                      |                                    |
| 1871 - 1904 | baron Jules de Villenfagne de Vogelsanck (1827-1904) | bewoonde het kasteel Vogelsanck    |
| 1904 - 1921 | baron Leon de Villenfagne de Vogelsanck (1861-1930)  | neef van Jules de Villenfagne      |
| 1921 - 1925 | Jean Corthouts                                       |                                    |
| 1925 - 1930 | baron Leon de Villenfagne de Vogelsanck (1861-1930)  | tweede ambtsperiode                |
| 1930 - 1947 | baron Jean de Villenfagne de Vogelsanck (1888-1976)  | zoon van Leon de Villenfagne       |
| 1941 - 1944 | Alfons Mullens                                       | oorlogsburgemeester                |
| 1947 - 1949 | Michel Schepers                                      |                                    |
| 1949 - 1950 | Jan Moermans                                         | waarnemend burgemeester            |
| 1950 - 1952 | Felix Vanvelk                                        |                                    |
| 1953 - 1964 | baron Henri de Villenfagne de Vogelsanck (1916-2015) | zoon van Jean de Villenfagne       |
| 1965 - 1976 | Jozef Lemmens                                        |                                    |